# 孫德 (三國)
孫德（?—?），孫權之孫，孫和第二子，孫皓之弟。封為钱唐侯。
孫和一共四个儿子，孫皓居长。三弟永安侯孫謙被施但劫持反叛，四弟骑都尉孫俊深受猜忌。末帝孫皓將他们都殺死，孫德下場不明。